# Sambali

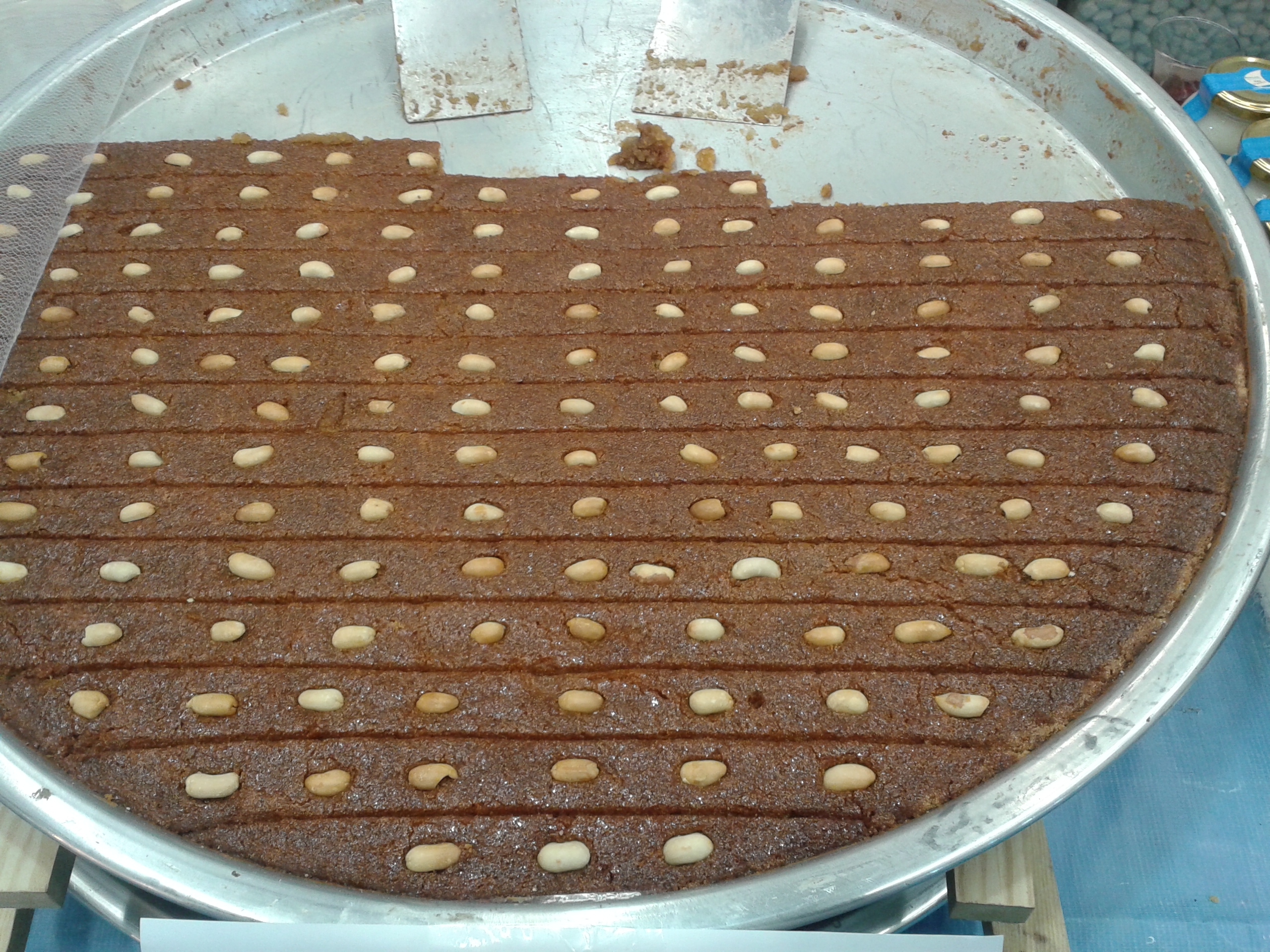
Sambali traditionnel turc

Le shambali ou miel de Damas (turc : şambalı) est un gâteau à la semoule turc, typique de la cuisine de rue de la ville d’Izmir.
Il est similaire au revani.

## Préparation
Il est préparé avec de la semoule, du lait, du yaourt et de la mélasse ou du sirop de sucre, et servi avec du lait frais coagulé. 